# Kunstjahr 1766
Liste der Kunstjahre

◄ | 1762 | 1763 | 1764 | 1765 | Kunstjahr 1766 | 1767 | 1768 | 1769 | 1770 | ►

Weitere Ereignisse
Dieser Artikel behandelt das Kunstjahr 1766.

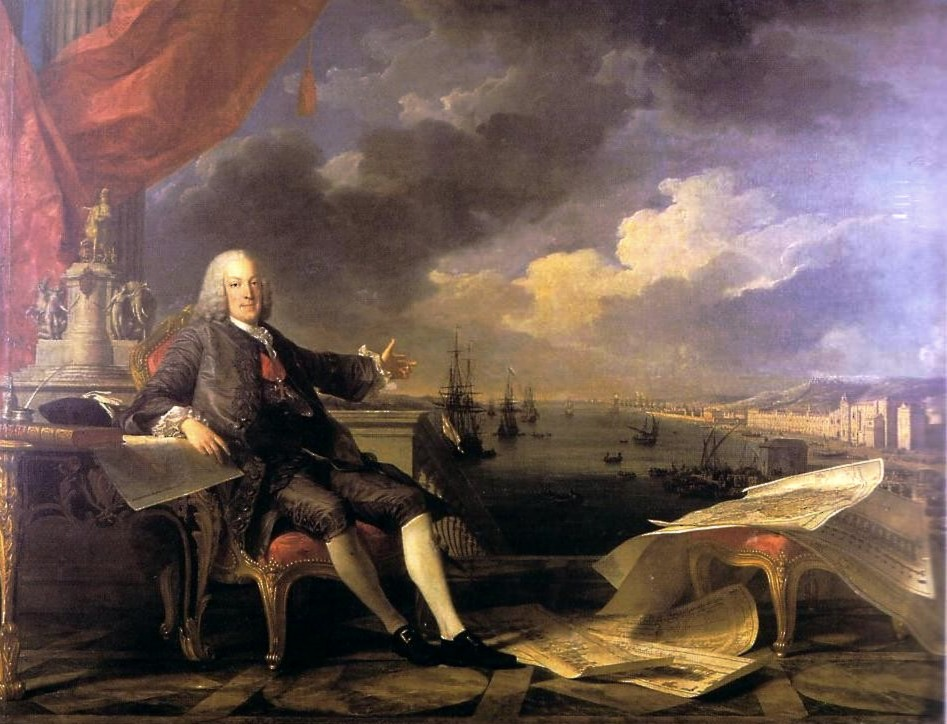
Marquês de Pombal – Ausweisung der Jesuiten; Louis-Michel van Loo und Claude-Joseph Vernet

## Ereignisse

### Archäologie
- Die Sport- und Tempelanlagen von Olympia werden wiederentdeckt.

### Architektur

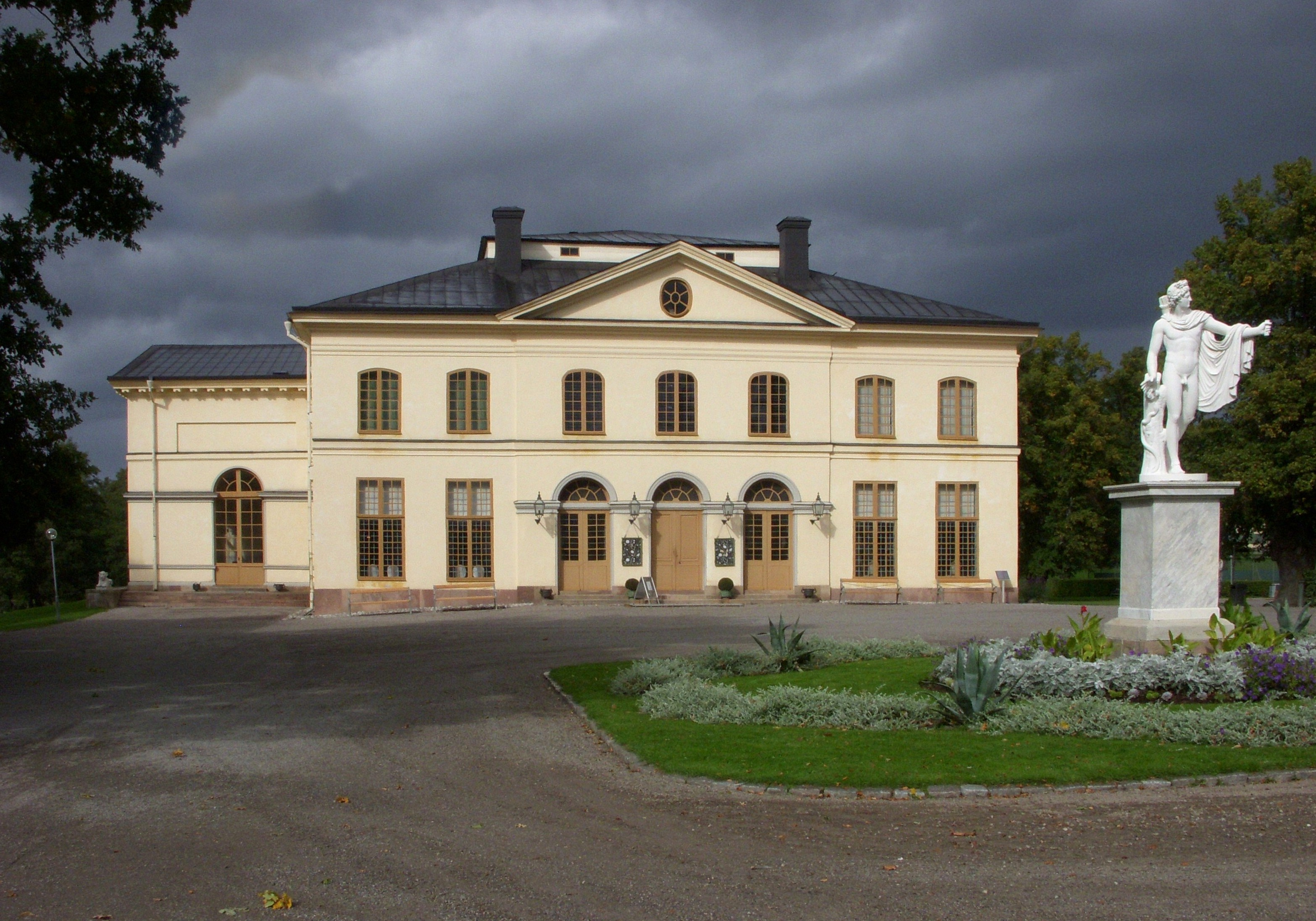
Schlosstheater Drottningholm

- Das von Carl Fredrik Adelcrantz im Barockstil errichtete Schlosstheater Drottningholm im Schloss Drottningholm bei Stockholm wird eingeweiht.

### Malerei
- Der dänische Maler Jens Juel malt in Öl auf Leinwand das Selbstbildnis an der Staffelei.

### Kunsthandel
- 5. Dezember: Das Londoner Auktionshaus Christie’s veranstaltet seine erste Auktion.

### Theorie und Lehre
- In seiner Schrift Laokoon oder über die Grenzen der Mahlerey und Poesie  versucht Gotthold Ephraim Lessing, die grundlegenden künstlerischen Unterschiede zwischen bildender Kunst und Dichtkunst herauszuarbeiten. Die Abhandlung erlangt einen außerordentlichen Einfluss auf die bildende Kunst und die Kunsttheorie.
- Johann Wolfgang Goethe lernt während seiner Studentenzeit in Leipzig die Techniken des Holzschnitts, der Radierung und des Kupferstichs bei Johann Michael Stock.

## Geboren
- 19. Februar: William Dunlap, US-amerikanischer Maler und Schriftsteller († 1839)
- 18. August: Franz Johann Joseph von Reilly, österreichischer Verleger, Kartograf und Schriftsteller († 1820)
- 24. November: Friedrich Weinbrenner, badischer Architekt und Baumeister des Klassizismus († 1826)
- Faustino Anderloni, italienischer Kupferstecher († 1847)

## Gestorben
- 23. Januar: William Caslon, britischer Graveur und Schriftentwerfer (* 1692)
- 10. Februar: Andrea Gallasini, italienisch-deutscher Stuckateur und Architekt (* 1681)
- 04. März: Jacques-André-Joseph Camelot Aved, französischer Porträtmaler, Kunstsammler und Kunsthändler (* 1702)
- 04. März: Peter Thumb, Vorarlberger Baumeister (* 1681)
- 07. März: Robert Gardelle, Schweizer Maler, Kupferstecher und Radierer (* 1682)
- 06. Mai: Johann Michael Fischer, deutscher Baumeister (* 1692)
- 13. Mai: Martin Hannibal, deutscher Münz-Stempelschneider und Medailleur (* um 1704)
- 03. Juni: Giuseppe Nogari, venezianischer Maler (* 1699)
- 14. Juli: Franz Maximilian Kaňka, böhmischer Architekt (* 1674)
- 17. Juli: Giuseppe Castiglione, italienischer Jesuit, Missionar und Maler (* 1688)
- 01. September: Peter Anich, österreichischer Kartograf und Pionier der Hochgebirgskartografie (* 1723)
- 06. September: Johann Boumann, deutscher Baumeister (* um 1706)
- 25. September: Michael Christoph Emanuel Hagelgans, deutscher Maler (* 1725)
- 07. November: Jean Marc Nattier, französischer Maler (* 1685)
- 12. November: Lukas Anton van der Auwera, fränkischer Bildhauer (* 1710)
- 16. November: Dominikus Zimmermann, deutscher Stuckateur und Baumeister des Rokoko (* 1685)
- 20. Dezember: Giorgio Massari, venezianischer Architekt (* 1687)

- Franz Anton Palko, schlesisch-österreichischer Porträtmaler (* 1717)